# Самуїл Чарноруцький
Самуїл Симеон Тадей Ігнатій Чарноруцький ЧСВВ (пол. Samuel Szymon Tadeusz Ignacy Czarnorucki; 1798, Гольшани — 26 листопада 1887, Львів) — передостанній василіянин Литовської провінції, педагог, проповідник, душпастир по василіянських монастирях у Галичині, ігумен Улашківського монастиря, автор спогадів.

## Життєпис
Народився 1798 року в містечку Гольшани в сім'ї місцевого греко-католицького пароха зі шляхецького стану Станіслава Чарноруцького і його дружини Теодори, яка після смерті чоловіка вдруге вийшла заміж за лікаря. У 1818 році вступив до Василіянського Чину на новіціят до Битенського монастиря, де наступного року склав вічні обіти. Направлений на студії до Тороканського монастиря, а в 1822 році — до Жировичів, де відбув річний курс вимови і математики. У 1823 році став у Новосілках катехитом і вчителем парафіяльної школи. 13 грудня 1825 року отримав у Жировичах священничі свячення з рук митрополита Йосафата Булгака, а на початку нового навчального року призначений до архимандричого монастиря в Кобрині на посаду вчителя парафіяльної школи. Наступного року (1827) новий протоігумен Йосафат Жарський послав його до Лискова на проповідника і до вирішення випадків сумління.
Від початків переслідування греко-католиків Чарноруцький залишався завжди активним греко-католиком та попри численні спокуси, постійно і з гордістю оборонявся перед прийняттям державної релігії і поборював акції Семашка та його прихильників. Упродовж 9 років (1835–1844) був переслідуваний і ув'язнений, переведений з монастиря в монастир, з Литви на Волинь, з Волині на Литву і Білорусь і знову на Волинь, так, що арешт відбував, почавши від Лискова, далі в Тадулині, Тороканах, Загорові, Володимирі, Битені, Борунах, Геліянові, знову в Борунах, Битені, Тороканах і Загорові, врешті в 1842 році в Почаєві, звідки мав бути висланий вглиб Росії, лише в 1844 році вдалося йому перебратися до Галичини, де його легально прийняла австрійська влада на прохання митрополита і василіян.
Спочатку мешкав у Львівському монастирі святого Онуфрія, потім як захристіянин в Підгорецькому монастирі (1845–1847), у Львові (1848), сотрудник у Добромилі (1849) та Крехівському монастирі (1850–1861), як сотрудник парафії, прокуратор і вікарій монастиря. У 1862–1864 роках виконував ті самі обов'язки в Добромильському монастирі, потім — в Улашківцях, виконуючи обов'язки адміністратора парафії в Милівцях та був ігуменом монастиря (1866–1868). У 1868 році замешкав у Свято-Онуфріївському монастирі у Львові, де виконував обов'язки сповідника. У 1875 році в часописі «Przegląd Lwowski» були опубліковані його спомини під назвою «Z notatek 80-letniego starca Litwina-Unity».
Помер 26 листопада 1887 року у Львові, похований на Личаківському цвинтарі.